# Pim Nieuwenhuis
Pim Nieuwenhuis (Enkhuizen, 23 de diciembre de 1976) es un deportista neerlandés que compitió en vela en la clase Tornado.
Ganó una medalla de bronce en el Campeonato Mundial de Tornado de 2007. Participó en los Juegos Olímpicos de Pekín 2008, ocupando el quinto lugar en la clase Tornado.

## Palmarés internacional
| \| Campeonato Mundial \| Campeonato Mundial \| Campeonato Mundial \| Campeonato Mundial \| \| Año \| Lugar \| Medalla \| Clase \| \| ------------------ \| ------------------ \| ------------------ \| ------------------ \| \| 2007 \| Cascaes (Portugal) \| Medalla de bronce \| Tornado \| |                    |                   |         |
| Campeonato Mundial |                    |                   |         |
| Año | Lugar              | Medalla           | Clase   |
| 2007 | Cascaes (Portugal) | Medalla de bronce | Tornado |